# 三上隆三
三上 隆三（みかみ りゅうぞう、1926年1月4日 - 2019年8月18日）は、日本の経済学者。位専攻は理論経済学・貨幣史・金融論。学位は経済学博士。和歌山大学名誉教授。階は従三位。2003年瑞宝中綬章受章。

## 略歴
京都府出身。東京商科大学で鬼頭仁三郎に師事。和歌山大学経済学部教授、京都学園大学教授を歴任。
恩師の鬼頭仁三郎は高垣寅次郎の弟子で、高垣寅次郎の孫弟子となる。
長男は、三井住友フィナンシャルグループ取締役の三上徹。

## 経歴
- 1926年　京都市に生まれる。
- 和歌山高等商業学校卒業。
- 1948年　東京商科大学卒業。
- 和歌山大学教授。
- 和歌山大学経済学部長。
- 和歌山大学名誉教授。京都学園大学教授（経営学部長）。
- 2003年　瑞宝中綬章受章[3][4]。
- 2019年8月18日 老衰のため死去[2]。93歳没。死没日をもって従三位に叙される[5]。

## 著書
- 『ケインズ経済学の構造 貨幣的経済理論の性格 』有斐閣、1956年
- 『貨幣的経済理論の研究』有斐閣、1960年
- 『近代利子論の成立』未来社、1969年
- 『円の誕生 近代貨幣制度の成立 』東洋経済新報社、1975年 のち講談社学術文庫
- 『経済学事始』東洋経済新報社、1982年
- 『ケインズ経済学の原像』日本評論社、1986年
- 『経済の博物誌』日本評論社、1987年
- 『渡来銭の社会史 おもしろ室町記』中公新書、1987年
- 『円の社会史 貨幣が語る近代』中公新書、1989年
- 『江戸幕府・破産への道 貨幣改鋳のツケ』NHK出版(NHKブックス)、1991年
- 『江戸の貨幣物語』東洋経済新報社、1996年
- 『貨幣の誕生 皇朝銭の博物誌』朝日選書、1998年
- 『￥の歴史学 貨幣に秘められた謎を解く』東洋経済新報社、2001年